# Dungra
Dungra é uma vila no distrito de Valsad, no estado indiano de Gujarat.

## Demografia
Segundo o censo de 2001, Dungra tinha uma população de 24 522 habitantes. Os indivíduos do sexo masculino constituem 62% da população e os do sexo feminino 38%. Dungra tem uma taxa de literacia de 73%, superior à média nacional de 59,5%: a literacia no sexo masculino é de 80% e no sexo feminino é de 63%. Em Dungra, 16% da população está abaixo dos 6 anos de idade.